# Rivière de Mont-Saint-Pierre
Rivière de Mont-Saint-Pierre är ett vattendrag i Kanada.   Det ligger i provinsen Québec, i den östra delen av landet, 800 km nordost om huvudstaden Ottawa.
I omgivningarna runt Rivière de Mont-Saint-Pierre växer i huvudsak blandskog. Runt Rivière de Mont-Saint-Pierre är det mycket glesbefolkat, med 5 invånare per kvadratkilometer.